# Hieracium caesiopellitum
Hieracium caesiopellitum es una especie de planta con flor del género Hieracium, de la familia Asteraceae, orden Asterales.

## Distribución
Hieracium caesiopellitum se distribuye por Suecia y Finlandia.

## Taxonomía
Fue descrita científicamente por Johanss. Fue publicada en Ark. Bot. 6(18): 21 (1907).